# Thyrsopteris
Thyrsopteris, monotipski rod papratnica smješten u vlastitu porodicu Thyrsopteridaceae. Jedina vrsta je T. elegans, endem s otočja Juan Fernández pred obalom Čilea.
T. elegans je drvenasta paprat srodna diksoniji. Ima kratko deblo do oko 2 m visoko i velike, svijetlozelene, sjajne listove s kojima može doseći ukupnu visinu od 4,5 m. preferira hladnu, ujednačenu klimu. Raste do 1 000 metara nadmorske visine
- T. elegans

## Sinonimi
- Chonta Molina
- Panicularia Colla

Sinonimi za vrstu:
- Dicksonia elegans Mett.
- Panicularia berteroi Colla